# Site web
Noțiunea site web provine din expresia engleză web site și desemnează o grupă de pagini web multimedia (conținând texte, imagini fixe, animații ș.a.), accesibile în Internet în principiu orișicui, de obicei pe o temă anume, și care sunt conectate între ele prin așa-numite hiperlinkuri. Diversele situri web pot fi create de către o organizație, o persoană particulară, instituții publice etc. Inițial noțiunea apărea în limba română scrisă sub două forme : sit web și site (ca în limba engleză). Lingvistul George Pruteanu considera că varianta de preferat este sait.
De obicei un sit web este administrat (creat, întreținut și actualizat) de către un așa-numit webmaster, dar există și alte posibilități:
- situl web se actualizează automat și permanent pe baza unei baze de date;
- paginile sale se creează în mod dinamic și automat în funcție de acțiunea utilizatorului în cadrul unei aplicații web;
- situl web se creează și e administrat chiar de către utilizatorii săi - vezi Web 2.0.

La începuturile Internetului fiecare sit web se accesa prin indicarea adresei sale numerice specifice (adresa IP), de ex. 155.284.317.027. Ulterior pentru siturile web s-au introdus și numele de domenii, care permit indicarea adresei respective în mod mult mai comod, prin cuvinte sau nume ușor de reținut, ca de exemplu www.wikipedia.org. Adresele de situri web trebuie să fie clar stabilite, unice în lume și chiar garantate pentru posesorul respectiv. Vezi DNS.

## Pagina web
Un sit web este alcătuit de regulă din mai multe pagini web. O pagină web este un document creat cu ajutorul limbajului de marcare HTML și (opțional) limbaje de programare cum ar fi PHP, ASP ș.a. fiind accesibil vizitatorilor prin intermediul protocolului HTTP, care transferă informația de la server la browser. Pagina web se numește așa deoarece, afișată pe un monitor, ea se aseamănă cu o pagină de ziar: de obicei paginile web au o lățime care încape în întregime pe ecran. În schimb, pagina poate fi chiar mult mai înaltă (adâncă) decât înălțimea ecranului, ea putând fi totuși ușor afișată cu ajutorul funcțiilor normale ale mausului și browserului folosite, prin "tragere" în sus și în jos. De asemenea, un sit web poate fi vizualizat pe orice dispozitiv conectat la Internet capabil să afișeze informații prin intermediul protocolului HTTP (unele telefoane mobile, PDA-uri, etc.).
Un sit alcătuit din mai multe pagini are de obicei o pagină inițială sau principală numită homepage, de la care pleacă legături către paginile interioare, secundare. Structurile și schemele de "navigare" din interiorul siturilor web sunt foarte diferite, în funcție de scopurile, dorințele și posibilitățile ofertantului de informații. De obicei această homepage este chiar pagina de start a sitului, pe care ofertantul de informații în web o face cunoscută la public drept punct de plecare pentru întregul sit web al său.

## Tipuri de situri web după conținut
Siturile web se pot clasifica după o mulțime de factori, dar principalul factor rămâne subiectul de activitate (sau conținutul) sitului. Din punct de vedere tehnologic un sit web poate fi alcătuit din orice tipuri de date și informații statice, camere de discuții, produse și servicii de vânzare, anunțuri, formulare de completat online, sunete digitalizate, clipuri video, imagini statice și animate, efecte speciale, meniuri dinamice și multe, multe altele. Vorbind la un nivel mai înalt, subiectul (tema) unui sit web poate fi: un așa-numit blog, portal web, catalog web, magazin virtual, bancă, universitate virtuală, bibliotecă, enciclopedie virtuală, revistă web, ziar web și aproape orice altceva. Un exemplu de sit web oarecum surprinzător este CouchSurfing, un sistem de mijlocire de locuințe particulare pentru găzduirea pe timpul concediului a călătorilor interesați de contacte cu noi persoane particulare și noi culturi.
Dacă la început nu s-a pus accent prea mare pe latura estetică, în zilele de azi se acordă o importanță din ce în ce mai mare nu numai conținutului de informații al unui sit web, dar și esteticii, dinamicii și atractivității lui.
La ora actuală (2007) Internetul conține sute de milioane de pagini web, pe cele mai variate subiecte și limbi. În octombrie 2006, Netcraft, o companie de monitorizare a Internetului care produce statistici despre Internet încă din anul 1995, a anunțat că în web există 101.435.235 situri, fiecare cu nume de domeniu propriu unic (față de 18.000 situri în august 1995).
Principalele categorii de situri web după conținut
1.Conținutul de tip meme - meme-urile reprezintă imagini editate cu textul dorit
2.Conținut infografic - reprezentări grafice ale unor date (ex.graficele vânzărilor de pe ultima lună)
3.Conținut video - foarte util în cazul siturilor ce oferă demonstrații,tutoriale,etc
4.Conținutul propriu-zis de tip text - textul este elementul cheie al unui sit sau blog ce poate fi combinat cu succes împreună cu primele trei tipuri de conținut

## Tipuri de situri web după functionalitate
Principalele categorii de situri web în funcție de folosință:
1. Site-uri de prezentare: (Corporate Websites): Acestea oferă informații despre o companie, produsele sau serviciile sale, având scopul de a promova brandul și de a atrage clienți.
2. Magazine online: (E-commerce Websites): Permite utilizatorilor să cumpere produse sau servicii direct de pe site. Acestea includ funcționalități precum coș de cumpărături, procesare de plăți și gestionarea comenzilor.
3. Bloguri: Aceste site-uri sunt dedicate publicării de articole și conținut scris, de obicei de către un singur autor sau un grup mic. Blogurile pot acoperi diverse subiecte, de la modă și gătit la tehnologie și călătorii.
4. Site-uri de știri: Acestea oferă actualizări și articole despre evenimentele curente, acoperind o varietate de domenii, inclusiv politică, economie, sport și divertisment.
5. Site-uri de forumuri: Aceste platforme permit utilizatorilor să discute și să interacționeze pe diferite teme, să pună întrebări și să ofere răspunsuri.
6. Site-uri de rețele sociale: Permite utilizatorilor să creeze profiluri, să se conecteze cu alții, să partajeze conținut și să interacționeze în diverse moduri.
7. Site-uri de portofoliu: Acestea sunt folosite de profesioniști pentru a-și prezenta lucrările și abilitățile, cum ar fi artiști, designeri grafic sau fotografi.
8. Site-uri de educație: Aceste platforme oferă cursuri online, resurse educaționale și platforme de învățare, adesea cu funcționalități precum evaluări și certificate.
9. Site-uri de booking: Acestea permit utilizatorilor să rezerve servicii, cum ar fi cazare, bilete la evenimente sau mese la restaurante.
10. Site-uri de divertisment: Aceste platforme oferă conținut de divertisment, inclusiv filme, muzică, jocuri sau streaming video.

## Realizarea unui site web
Dacă la începuturile Internetului crearea și dezvoltarea de situri web era o activitate specifică exclusiv programatorilor și designerilor web, fenomenul Web 2.0 a făcut posibilă dezvoltarea fără precedent a acestui domeniu și a deschis posibilitatea realizării de situri web de către orice persoană, chiar și de către acelea care nu dețin cunoștințe de programare sau web design.
În prezent există o serie de opțiuni disponibile pentru crearea unui sit web, cele mai populare dintre acestea fiind cele prin care se utilizează o aplicație web gratuită, cum ar fi WordPress, precum și cele care au la bază un website builder. Spre exemplu, WebNode și WebWave sunt programe gratuite pentru realizarea de situri web, fiind recunoscute pentru interfața prietenoasă cu utilizatorul și posibilitatea de a crea rapid un sit web fără a avea nevoie de cunoștințe specifice.

## Standarde web
Noțiunea de standarde web reprezintă un termen general pentru standardele formale și alte tehnici specifice care definesc și descriu aspecte ale World Wide Web. În ultimii ani, termenul a fost frecvent asociat cu tendința de însușire a celor mai bune practici standardizate pentru designul, construirea și dezvoltarea paginilor web folosind aceste metode. Organizația ce coordonează aceste standarde este World Wide Web Consortium.

## Terminologie și ortografie
Conform prof. George Pruteanu, ortografia cuvântului pe românește (scrierea lui corectă) ar trebui să fie „web sait”, și nu ca în engleză web site. El argumentează că normele ortoepice ale limbii române impun ca toate cuvintele să se scrie precum se pronunță și invers; scrierea „web site”, dacă ar fi preluată fără schimbări în română, nu ar respecta aceste norme, cuvântul „site” chiar însemnând cu totul altceva.
În limba română există deja cuvântul sit n., pl. urĭ (fr. site, d. it sito, care vine d. lat. situs, loc, așezare, poziție) care este traducerea corectă a lui „site" din engleză, deci nu are rost introducerea unui cuvânt englezesc când avem deja traducerea lui în limba română, cu atât mai mult cu cât „site" este pluralul cuvântului „sită".

## Legături externe
- en  The 1000 most-visited sites on the web